# Henri de Raincourt
Henri de Raincourt (ur. 17 listopada 1948 w Saint-Valérien) – francuski polityk, parlamentarzysta, od 2009 do 2012 minister w drugim i trzecim rządzie François Fillona.

## Życiorys
Pochodzi ze dawnej arystokratycznej rodziny; jest potomkiem markiza Donatiena de Sade. Jego ojciec Philippe de Raincourt przez ponad dziesięć lat zasiadał w Senacie.
Henri de Raincourt ukończył studia z zakresu inżynierii rolnictwa, uzyskując dyplom w ESITPA. Działał w Unii na rzecz Demokracji Francuskiej. W jej ramach był członkiem Demokracji Liberalnej, w 1997 został wiceprzewodniczącym tej partii. Od 2002 należał do powstałej m.in. na bazie DL Unii na rzecz Ruchu Ludowego, w 2015 został członkiem powstałych na bazie UMP Republikanów.
Wielokrotnie pełnił różne funkcje w administracji terytorialnej. Był merem Saint-Valérien (1977–2001), następnie został radnym miejskim. Od 1980 do 2008 zasiadał w radzie generalnej Yonne, od 1992 jako prezydent tego departamentu. Był również radnym Burgundii. W 1986 powołano go jako reprezentanta Yonne w skład Senatu, reelekcję uzyskiwał w 1995 i 2004. Był m.in. pierwszym wiceprzewodniczącym wyższej izby francuskiego parlamentu (1995), przewodniczącym frakcji republikanów i niezależnych, wiceprzewodniczącym (2002–2008) i następnie przez rok przewodniczącym senackiej grupy UMP.
W 2009 w rządzie François Fillona, po dokonanej rekonstrukcji gabinetu, objął stanowisko ministra ds. kontaktów z parlamentem (podległego bezpośrednio premierowi), rezygnując w związku z tym z zasiadania w Senacie. W 2010 objął urząd ministra ds. kooperacji (podległego ministrowi spraw zagranicznych). Z funkcji rządowych odszedł w 2012. W 2014 ponownie wybrany do Senatu, mandat wykonywał do 2017.

## Odznaczenia
- Order Zwycięstwa Świętego Jerzego – Gruzja, 2011[3]